# Jaguar Land Rover
Jaguar Land Rover (JLR) is de holdingmaatschappij van de Britse automerken Jaguar en Land Rover. Het werd in 2008 overgenomen door de Indiase autofabrikant Tata Motors van de Indiase conglomeraat Tata-groep. Het bedrijf is niet beursgenoteerd, maar geeft wel een jaarverslag uit.

## Activiteiten
Na de overname van beide automerken door Tata Motors in 2008 werden de activiteiten gebundeld in een organisatie Jaguar Land Rover. De verkoper was de Amerikaanse automobielfabrikant Ford Motor Company. Ford was in 1989 eigenaar geworden van Jaguar en nam in 2000 Land Rover over van BMW. Tata Motors betaalde 1,3 miljard pond voor beide automerken. Alle aandelen van Jaguar Land Rover zijn sindsdien – indirect – in handen van Tata Motors.
In het Verenigd Koninkrijk zijn er vier productievestigingen, in Solihull, Castle Bromwich, Halewood en een motorenfabriek in Wolverhampton. De motorenfabriek heeft een capaciteit van 1200 motoren per dag of bijna 290.000 op jaarbasis en maakt het bedrijf minder afhankelijk van externe leveranciers.
In 2012 besloten Jaguar Land Rover en het Chinese bedrijf Chery Automobile een joint-venture op te richten voor de productie en verkoop van automobielen in het land. China was toen de derde afzetmarkt voor het Britse bedrijf, na het Verenigd Koninkrijk en de Verenigde Staten. In 2011 werden hier 42.000 voertuigen van het merk verkocht. De joint venture Chery Jaguar Land Rover Automotive Company Ltd heeft een productielocatie in de buurt van Shanghai.
In 2018/19 leed het bedrijf een groot verlies. Er werden minder voertuigen verkocht, met name in China waar het aantal verkochte exemplaren met ruim 30% daalde. Verder nam het bedrijf een extra afschrijving van £ 3,1 miljard op de waarde van de fabrieken en investeringen in nieuwe modellen waarvan men niet verwacht deze uitgaven terug te verdienen.
In 2023 besloot het bedrijf de naam het het beleid te wijzigen. Jaguar Land Rover werd officieel hernoemd tot JLR. Verder zijn de modelfamilies Defender en Discovery, net zoals Range Rover, volwaardige submerken geworden. JLR hanteert nadien de merknamen Range Rover, Defender, Discovery en Jaguar. Het merk Land Rover zal niet verdwijnen, maar zal minder aandacht krijgen. Voor alle vier de merken zal in 2030 een volledig elektrische versie op de markt zijn gebracht. 
Eind 2023 werd het eerste elektrische model geïntroduceerd, de Range Rover Electric. Het ging in de voorverkoop en binnen een maand kreeg het bedrijf bestellingen voor 13.000 exemplaren.
In het gebroken boekjaar tot maart 2024 werden 432.000 voertuigen verkocht. Hiervan werd een kwart verkocht in de Volksrepubliek en de Verenigde Staten en circa een vijfde in het Verenigd Koninkrijk en de rest van Europa en de laatste 10% werd elders verkocht. Jaguar verkocht 67.000 exemplaren terwijl de verkopen van Range Rover, Defender en Discovery ruim zesmaal hoger lagen op 365.000. In 2023/24 was een kwart van de voertuigen nog uitgerust met een standaard brandstofmotor, iets meer dan 60% met een zogenaamde 'mild hybrid electric' (MHEV) aandrijving en ruim 10% BEV en PHVE modellen.
De meeste voertuigen van JLR worden in het Verenigd Koninkrijk gefabriceerd, en verder heeft het een productielocatie in China. Het telt bijna 42.000 medewerkers, waarvan ruim 11.000 op het gebied van R&D.
| Jaareinde  | Autoverkopen | Werknemers | Omzet         | Nettoresultaat |
| Jaareinde  | (× 1000)     | (× 1000)   | (× ₤ miljoen) | (× ₤ miljoen)  |
| ---------- | ------------ | ---------- | ------------- | -------------- |
| maart 2009 |              |            | 4950          | −402           |
| maart 2010 | 208          |            | 6527          | 24             |
| maart 2011 | 241          | 19,3       | 9871          | 1036           |
| maart 2012 | 306          | 20,9       | 13.512        | 1460           |
| maart 2013 | 375          | 24,9       | 15.784        | 1214           |
| maart 2014 | 434          | 27,9       | 19.386        | 1879           |
| maart 2015 | 462          | 32,1       | 21.866        | 2038           |
| maart 2016 | 522          | 37,0       | 22.208        | 1312           |
| maart 2017 | 604          | 39,7       | 24.339        | 1272           |
| maart 2018 | 614          | 41,8       | 25.786        | 1133           |
| maart 2019 | 579          | 44,1       | 24.214        | −3321          |
| maart 2020 | 509          | 39,8       | 22.984        | −469           |
| maart 2021 | 440          | 37,5       | 19.731        | −1100          |
| maart 2022 | 376          | 36,0       | 18.320        | −822           |
| maart 2023 | 355          | 38,4       | 22.809        | −60            |
| maart 2024 | 432          | 41,9       | 28.995        | 2578           |
| maart 2025 | 429          | 44,1       | 28.961        | 1800           |

## Trivia
- In augustus 2015 werd er grote schade geleden, circa 5700 voertuigen raakten zwaar beschadigd bij de explosie in de haven van Tianjin.[9]
- Begin april 2025 besloot JLR de export van auto's naar de Verenigde Staten voor een maand stil te leggen.[10] De regering van Donald Trump heeft besloten een heffing van 25% te heffen op alle geïmporteerde voertuigen, dit leidt tot financiële onzekerheid waardoor JLR dit besluit heeft genomen. JLR produceert niet in de Verenigde Staten en exporteerde 22% van de totale afzet naar dit land.

- Library of Congress Control Number: no2013094424
- Nationale Bibliotheek van Tsjechië: kv20191039910
- Virtual International Authority File: 305209406